# Aqua Drop
Aqua Drop（アクアドロップ）は日本のミクスチャーロックバンド。
ヴィジュアル系バンド「Marie」のボーカル塊-kai-（かい）、ギタリストの灰尓（はいじ）、ドラマーのkou（こう）の3人を中心に、ギタリスト向明（こうめい）とベーシストseri（せり）の5人によって結成された。
2012年12月24日にISレコードより1stアルバム『A』（あー）を全国リリース。
なお『A』をレコーディング中にベーシストのseriが脱退、メンバー全員立ち会いのオーディションの末、新しく朱鷺（とき）が加入。
2013年1月13日よりレコ発全国ツアーを行う。
同年5月5日（日）ひろしまフラワーフェスティバルに出演。
さくらステージ（平和大通り三井ガーデンホテル前）に約1万人のリスナーを集める。

## 現メンバー
塊-kai-（かい）→2015年現在改名 KAI
パート：Voices, Piano, Synthesizer
誕生日：1月8日
血液型：A
灰尓（はいじ）
パート：Guitars, Voice, Programing
誕生日：2月10日
血液型：B
向明（こうめい）
パート：Guitars, Voice, Percussions
誕生日：12月18日
血液型：O
Shin（しん）
パート：Bass
誕生日：12月5日
血液型：-
kou（こう）
パート：Drums, Voice, Percussions
誕生日：4月2日
血液型：O

## 元メンバー
seri（せり）
パート：Bass
メンバー唯一のアメリカ国籍。『A』レコーディング中に脱退。
朱鷺（とき）
パート：Bass
誕生日：1月11日
血液型：O
脱退

## ディスコグラフィ
インディーズ
アルバム
- 『A』
2012年12月24日
販売元／Ratspack Record
品番／ADCD-1001